# Кадома (Зімбабве)
Кадома (англ. Kadoma) — місто в провінції Західний Машоналенд, Зімбабве.

## Історія
Кадома було засноване в 1890-ті як табір шахтарів які працювали на мідних шахтах. У 1907 році табір отримав статус села. До 1982 року місто називалося Гатума.

## Географія
Висота центру міста становить 1125 метрів над рівнем моря.

## Демографія
Населення міста за роком:
| 2002  | 2012  |
| ----- | ----- |
| 76173 | 77749 |